# 윌리엄 B. 킨
윌리엄 벤자민 킨(William Benjamin Kean, 1897년 7월 9일 ~ 1981년 3월 10일)은 미국의 군인이다. 육군 중장으로 퇴역했다.

## 생애

### 생애 초기와 2차 세계 대전
1897년 7월 9일 뉴욕주 버펄로에서 태어났다. 1918년 미국 육군사관학교를 졸업했다. 제2차 세계대전 발발 후 1943년 3월 제28보병사단의 참모장으로 임명되었다. 그로부터 불과 한 달 후 준장으로 승진했고 미국 제2군단의 참모장으로 임명된 후 오마르 브래들리(Omar Bradley) 지휘하에 북아프리카에서 싸웠다. 1943년 말에 그는 커트니 호지스(Courtney Hodges)가 지휘한 미국 제1군의 참모장으로 임명되어 소장으로 승격되었다. 킨은 전쟁이 끝날 때까지 이 직책을 맡았고 전후 독일 점령 동안 유럽에 남아있었다.

1947년 10월부터 1948년 6월까지 킨은 사우스캐롤라이나주 포트 잭슨에서 제5보병사단을 지휘했다.

### 한국 전쟁
1948년 8월, 킨은 제25보병사단의 사단장이 되었다. 1950년 한국 전쟁 발발 이후 부산으로 진격하는 북한군을 성공적으로 막아 내어 한국 대통령 표창을 받았다.

1950년 10월 제25사단은 부산을 벗어나 북한으로 진격했다. 11월 중공군의 참전으로 유엔군은 후퇴한다. 킨의 부대는 체계적인 철수를 수행하기 위해 처음에는 청천강 남쪽 제방에서, 그리고 오산의 남쪽에서 방어 임무를 맡았다.

1951년 후반 25사단은 한강을 가로질러 적군을 몰아가는 리퍼 작전에 참가했다. 비록 대부분의 25사단은 킨의 지휘 하에 잘 수행되었지만, 최근 미8군 사령부를 지휘했던 매튜 리지웨이 중장은 그를 전체적인 '조화'의 일환으로 해임했다.

한국에서 킨은 그의 사단 휘하 부대 중 하나인 흑인으로만 구성 된 제24보병연대의 주로 많은 군인들이 전투 중에 '황급히 도망치는' 경향 때문에 그것의 초기 전투 작전 동안 효과적이지 못하다고 평가했다. 비록 그는 많은 개별적인 군인들이 능력과 용기를 보여줬다는 것을 기꺼이 인정했지만, 그는 그 연대가 너무 비효과적이라고 느꼈기 때문에 그것이 한국에서 유엔 전체의 노력을 위협했다고 생각했다. 그는 제24연대 해체와 충원병들을 1 대 10의 비율로 백인으로 배치해 줄 것을 권고했다.

리지웨이 장군은 킨의 24 보병 연대에 대한 평가를 수용했다. 그는 킨을 교체한 후 한국을 떠나기 전에 흑인 부대의 제거를 공식 제안하고 백인과 흑인 부대의 완전한 통합을 제안했다. 킨은 그의 요청을 받아들였고 리지웨이는 전체 극동 사령부의 완전한 분리에 대한 미국의 승인을 얻기 위해 그 제안을 이용했다.

### 생애 후반
1951년 킨은 제3군단을 지휘하도록 임명되었다. 처음에는 캘리포니아의 캠프 로버츠와 그 후에 산 페드로에 있는 맥아서요새에 배치되었다.

1952년 7월, 킨은 일리노이주 시카고에서 미국 제5군 사령관으로 임명되어 중장으로 승진했다. 그는 1954년 군대에서 은퇴할 때까지 이 임무를 계속 수행했다.

1954년 10월, 킨은 시카고 주택청의 전무이사로 임명되었다. 그는 1957년까지 이 자리에 머물렀다.시카고 주택청(C.H.A.)에서, 킨은 당국의 주택 사업의 인종적 통합보다 공석율을 낮추는 것을 강조함으로써 논란의 대상이 되었다.

그는 주택 관계 당국으로부터 사임한 후 플로리다로 이주하여 클리어워터 모턴 공장 병원의 홍보 부장으로 일했다.

은퇴한 후 킨은 플로리다주 벨에어와 윈터파크에 살았다. 1981년 3월 10일 윈터파크에서 사망했으며, 알링턴 국립묘지에 안장되었다.

## 포상과 훈장
킨에게 주어진 훈장으로는 육군 공로 훈장, 은성 훈장, 훈공장, 동성 훈장이 있다.

## 참고 문헌
- Biographical Register of the Officers and Graduates of the U.S. Military Academy, by George Washington Cullum, 1920, Volume 6, page 2128
- Normandy to Victory: the War Diary of General Courtney H. Hodges and the First U.S. Army, by William C. Sylvan and Francis C. Smith, edited by John T. Greenwood, 2008, page 400
- Omaha Beach: D-Day, June 6, 1944, by Joseph Balkoski, 2006, page 142
- Newspaper article, 63 Officers Move Up In Rank, New York Times, May 5, 1943
- Newspaper article, Narrow Escape On the Bulge 보관됨 2013-01-24 - archive.today, by Harold Denny, New York Times, published in Milwaukee Journal, June 11, 1945
- Official U.S. Army Register, published by U.S. Army Adjutant General's Office, 1946, Volume 1, page
- War in Peacetime: the History and Lessons of Korea, Joseph Lawton Collins, 1969, page 90
- Letters from a Soldier: 1941-1945, by Jim Larson, 2002, page 286
- The Korean War: an Encyclopedia, by Stanley Sandler, 1995, page 160
- The Korean War, by Matthew B. Ridgway, 1967, page 192
- Lightning Forward: a History of the 25th Infantry Division, Melvin C. Walthall, 1978
- Newspaper article, Gen. Kean Wins Gallantry Award 보관됨 2012-10-24 - 웨이백 머신, Los Angeles Times, October 9, 1950
- Newspaper article, Gen. Kean Takes Over Post at Ft. MacArthur 보관됨 2012-10-24 - 웨이백 머신, Los Angeles Times, November 17, 1951
- Bulletin of the Atomic Scientists, October 1951
- Newspaper article, Troops Move Under Jarring Atom Test Blast 보관됨 2012-10-24 - 웨이백 머신, Los Angeles Times, November 2, 1951
- Military Times, Hall of Valor, Index of Recipients of U.S. Major Military Awards
- Newspaper article, Maj. Gen. Kean Today Becomes 5th Army Chief 보관됨 2012-10-24 - 웨이백 머신, Chicago Tribune, July 17, 1952
- Newspaper article, Name Gen. Kean Boss of CHA 보관됨 2012-10-24 - 웨이백 머신, by Thomas Buck, Chicago Tribune, August 24, 1954
- Newspaper article, Gen. Kean Retires, New York Times, October 1, 1954
- Newspaper article, New Policies of Gen. Kean Revitalize CHA 보관됨 2012-10-24 - 웨이백 머신, by Thomas Buck, Chicago Tribune, October 9, 1955
- Making the Second Ghetto: Race and Housing in Chicago, 1940–1960, by Arnold Richard Hirsch, 1983, page 235
- Newspaper article, Gen. Kean Submits Second Resignation as CHA Chief 보관됨 2012-10-24 - 웨이백 머신, Chicago Tribune, July 2, 1957
- Newspaper article, Gen. Kean Ends Job With CHA; Heading South 보관됨 2012-10-24 - 웨이백 머신, August 1, 1957
- Newspaper article, Other Deaths, Obituary of William B. Kean, The St. Petersburg Evening Independent, March 16, 1981